# گمینا چینژکوویتسه
گمینا چینژکوویتسه (به لهستانی:  Gmina Ciężkowice) یک گمینا در لهستان است که در شهرستان تارنوف واقع شده‌است. گمینا چینژکوویتسه ۱۰۳٫۲۲ کیلومتر مربع مساحت و ۱۱٬۰۵۰ نفر جمعیت دارد.